# Ornament Records
Ornament Records ist ein deutsches Musiklabel. Es wurde 1976 von Ernst-Erich Stender in Lübeck gegründet und konzentriert sich auf die Produktion und den weltweiten Vertrieb von Orgelmusik (CD und DVD).

## Musikproduktionen von Ornament Records
Ornament Records widmet sich der Herausgabe qualitativ hochstehender Tonaufnahmen der Orgelliteratur und Kirchenmusik. Die Produktion umfasst zahlreiche CD- und seit 2009 auch DVD-Aufnahmen die von dem Organisten und Kirchenmusikdirektor Ernst-Erich Stender auf den Orgeln der St. Marienkirche zu Lübeck (Große Orgel mit 101 Registern auf fünf Manualen und Pedal und „Totentanzorgel“ mit 56 Registern auf vier Manualen und Pedal) eingespielt werden, unter anderem wurde die Gesamtaufnahme des Orgelwerkes des Komponisten und Marienorganisten Dietrich Buxtehude eingespielt. Es handelt sich weltweit um die bisher einzige Gesamtaufnahme aus „seiner“ Lübecker Marienkirche.
Aufnahmen von besonderer Bedeutung sind auch die Weltersteinspielungen etlicher Sinfonien auf der Orgel (Ludwig van Beethoven, Anton Bruckner, Franz Schubert, Johannes Brahms, Antonín Dvořák).
Berühmte Werke von Bach, Reger bis hin zu selten gespielten Transkriptionen für Orgel (Wagner, Mussorgski, Grieg, Rachmaninoff) findet man in der Diskografie.
Die Produktionen von Ornament Records finden seit vielen Jahren in der Fachpresse international Anerkennung.
Im November 2010 wird die Einspielung des gesamten Orgelwerks von Johann Sebastian Bach vorbereitet.

## Ausgabenserien - DVD
- ORN 11473 - ORN 11474 - ORN 11475

## Ausgabenserien - CD
Sinfonien auf der Orgel  -  World Premiere Recordings (1)

- ORN 11468 - ORN 11463 - ORN 11462 - ORN 11472

Sinfonien auf der Orgel – World Premiere Recordings (2)

- ORN 11458 - ORN 11455 - ORN 11457 - ORN 11460

Dietrich Buxtehude
- ORN - 11446 - ORN 11450 - ORN 11454 - ORN 11467 - ORN 11469 - ORN 11471

Johann Sebastian Bach
- ORN 11445 - ORN 11449 - ORN 11452

Max Reger
- ORN 11447 - ORN 11448 - ORN 11459

Orgelwerke der Romantik
- ORN 11444 - ORN 11453 - ORN 11461 - ORN 11541

Besondere Einspielungen
- ORN 11456 - ORN 11464 - ORN 11465 - ORN 11466